# المركز الوطني لمكافحة الإرهاب
المركز الوطني لمكافحة الإرهاب (بالإنجليزية: National Counterterrorism Center (NCTC))‏؛ مركز حكومي أمريكي مسؤول عن جهود مكافحة الإرهاب الوطنية والدولية. تأسس في عام 2003 إبّان الولاية الأولى للرئيس الأمريكي الأسبق جورج دبليو بوش. يقع مقره في مجمع «ليبرتي كروسينغ»، حديث بالقرب من تايسونز كورنر في منطقة ماكلين في ولاية فرجينيا. يعمل المركز الوطني لمكافحة الإرهاب على تقديم المشورة للولايات المتحدة بشأن الإرهاب. تديره منذ 29 يونيو 2021 كريستين أبي زيد.